# Streptococcus agalactiae
Streptococcus agalactiae ou Streptococcus beta hemolítico são estreptococos do grupo B (SGB) é um diplococo gram-positivo
encapsulado, anaeróbio facultativo, e quase todos produzem hemólise completa (β) em placas de ágar sangue. É reconhecido desde 1970 como o principal agente de infeção bacteriana perinatal. Estas bactérias podem-se identificar como microorganismos colonizantes no tubo digestivo e aparato intestinal dos humanos e podem causar morte fetal intrauterina, trabalho de parto permaturo e corioamnionitis. No recém-nascido (RN) é responsável por
infeção neonatal precoce (até aos 6 dias de vida) e, mais raramente, por infeção tardia (dos 7 aos 90 dias de
vida). Estão ainda descritos casos de infeção em lactentes com mais de três meses de idade, habitualmente
com histórico de imunodeficiência ou idade gestacional (IG) inferior a 28 semanas.
S. agalactiae é o patógeno humano mais comum de estreptococos pertencentes ao grupo B da classificação de estreptococos de Rebecca Lancefield. Os GBS são circundados por uma cápsula bacteriana composta por polissacarídeos (exopolissacarídeos). A espécie é subclassificada em dez sorotipos (Ia, Ib, II–IX) dependendo da reatividade imunológica da sua cápsula polissacarídica.
Como características morfológicas apresentam as mesmas comuns ao gênero Streptococcus. Podem colonizar o trato genital feminino e são a principal fonte de infecção neonatal durante a gravidez e pós-parto, associada a taxas de mortalidade críticas em partos prematuros.

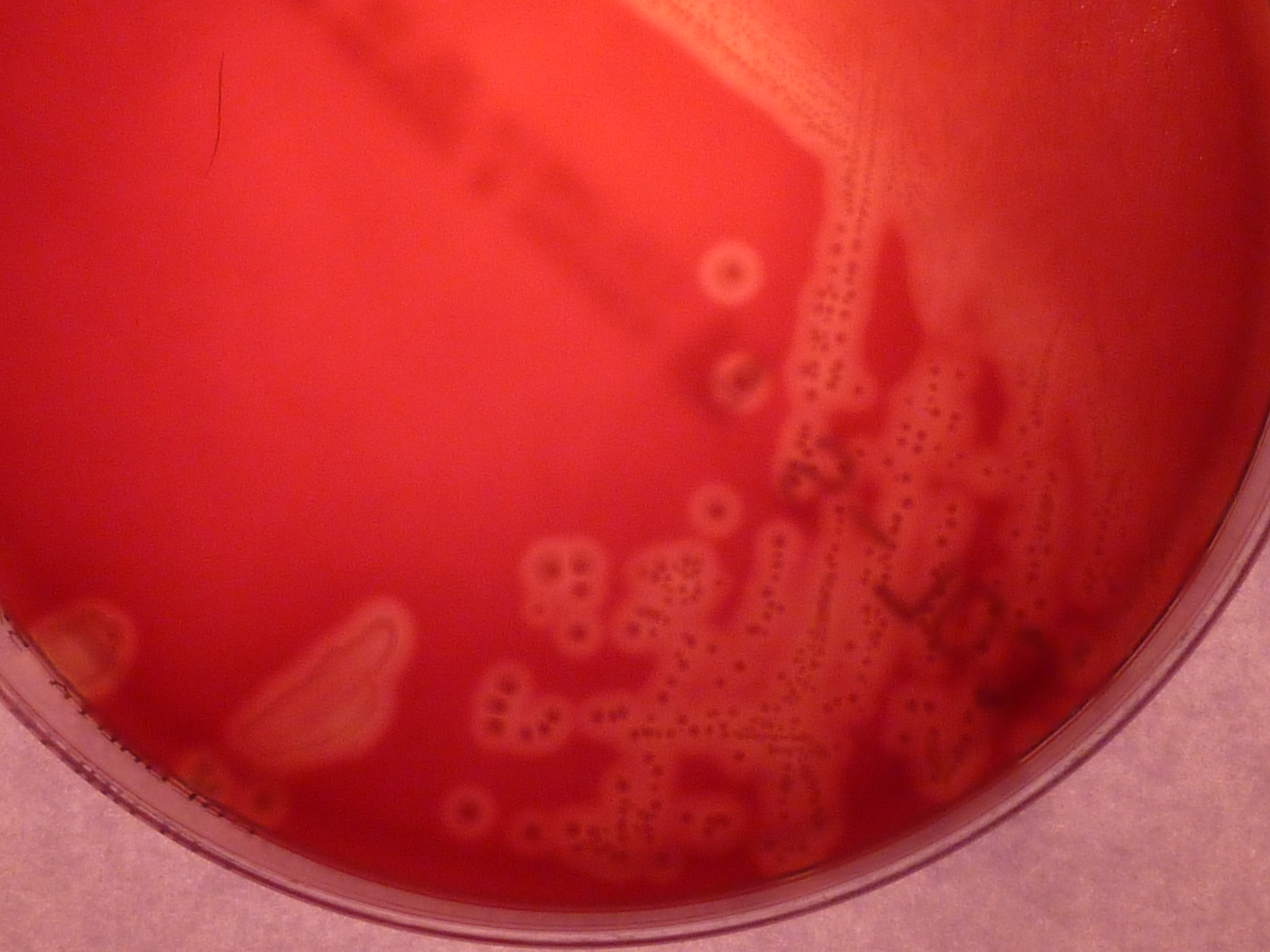
Colónias β-hemolíticas de Streptococcus agalactiae em ágar sangue 18 horas a 36°C

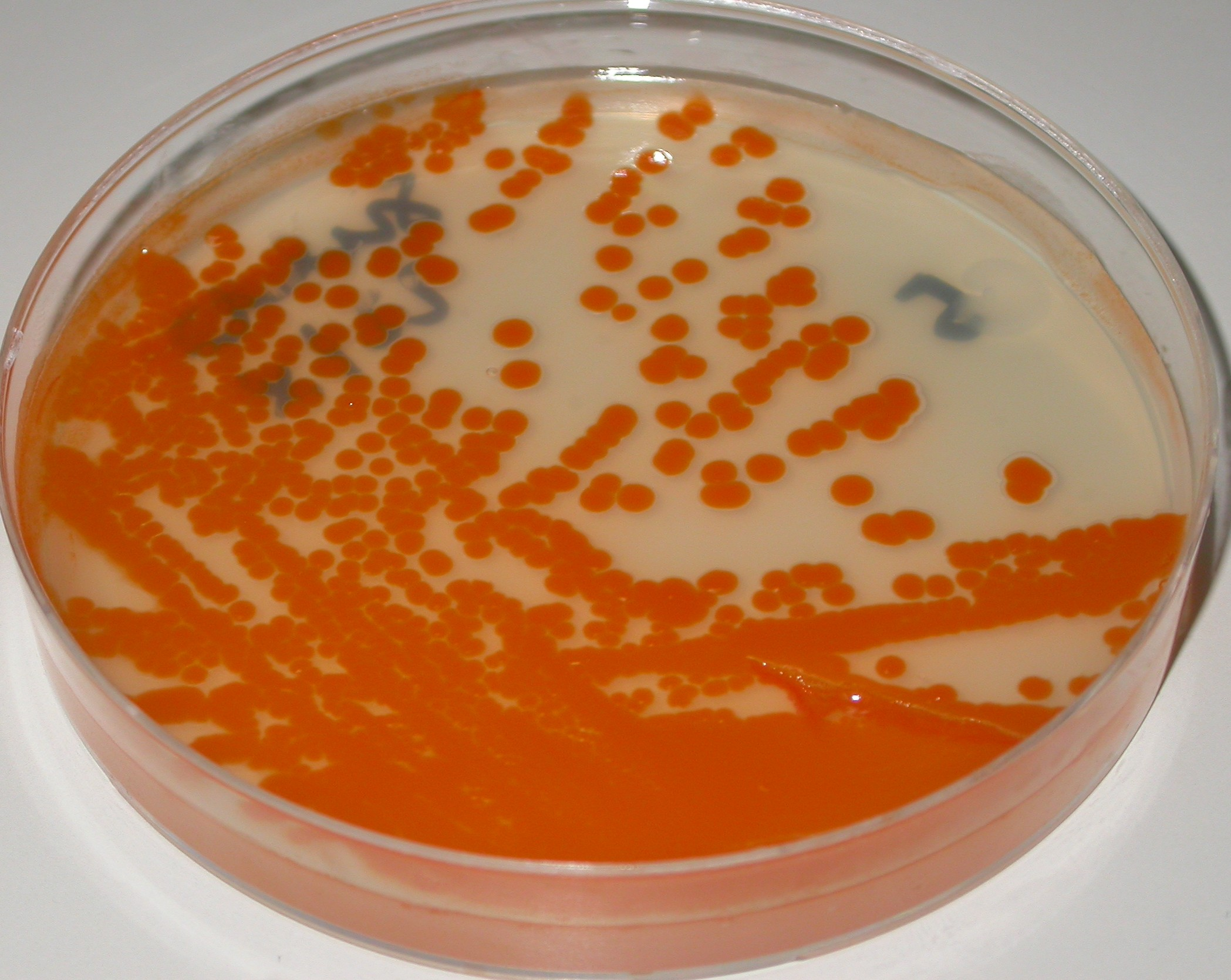
Streptococcus agalactiae em ágar granada, incubação anaeróbia

Granadaene

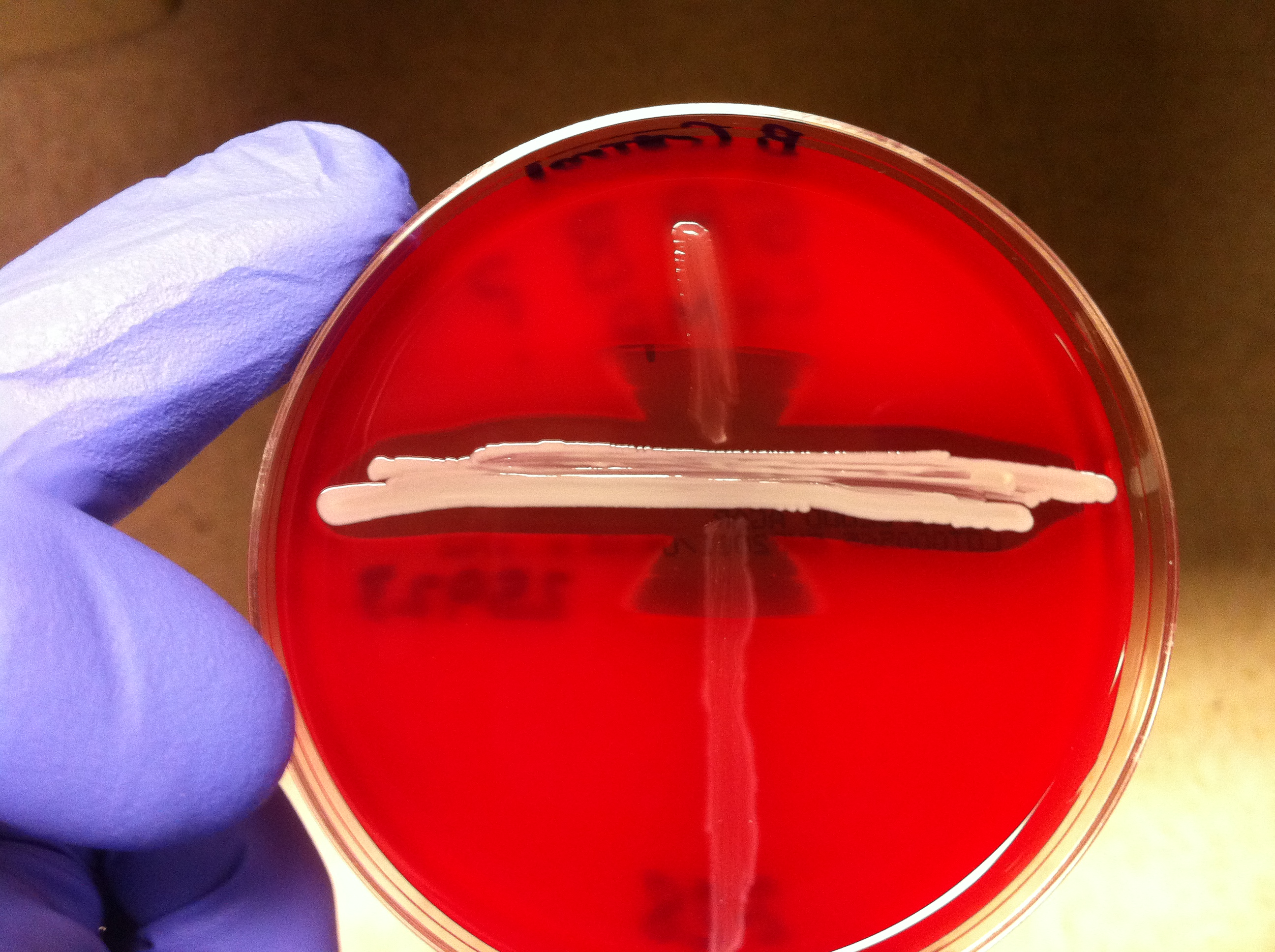
Teste CAMP positivo indicado pela formação de uma ponta em seta onde Streptococcus agalactiae se encontra com Staphylococcus aureus (linha média branca)

## Fatores de virulência
- Polissacarídeo capsular
- Ácido lipoteicóico
- Proteínas de superfície
- Hemolisina
- Enzimas
- Proteases, nucleases e hialuronidases
- Fator CAMP
- Nucleotideos

## Fator CAMP
O Fator CAMP é considerado como fator de virulência devido a sua capacidade  de se ligar a imunoglobulinas G e M, via fração Fc.Por outro lado, a detecção da produção do fator CAMP é de auxílio significativo na identificação de S. agalactiae.
Deve-se analisar em cultura realizada concomitante ao Staphylococcus aureus (de forma perpendicular) a formação de uma "seta" ou área de maior intensidade da Beta hemólise no local de interseção das amostras.

### Doenças
- Endometrite
- Choque séptico
- Febre Puerperal
- Infecções no recém nascido, adquirida no útero / septicemia e meningite.
- Infecções tardias depois que o recém-nascido sai do hospital.

### Diagnóstico Laboratorial
Gram Positivo disposto em pares e/ou cadeias;
Catalase negativa
Oxidase Negativa
Presença de Beta Hemólise
Ação do Fator CAMP
e Antibiograma com identificação de resistência a Bacitracina.

## Tratamento
- Penicilina (dose 12x maior que para S. pyogenes); penicilina + gentamicina ou outro aminoglicosídeo.

## Prevenção
Obstetras tem usado   administração parenteral de ampicilina intra-partum para prevenção quando suspeita-se da possibilidade de infecção. Estudos sobre vacinas em andamento.

## Fasceíte necrotizante (raro)
Apesar de ser uma bactéria pouco virulenta normalmente, existem alguns casos (raros) de fasceíte necrosante de tecidos moles onde o Streptococcus agalactiae é isolado, quase sempre em pacientes imunocomprometidos (geralmente por diabetes mellitus 2). Inicialmente confunde-se os sinais como uma celulite, mas deve-se ter em atenção que a fasceíte necrotizante progride rapidamente, podendo levar a amputações, choque séptico ou mesmo morte. 
Recomenda-se antibioterapia e debridamento o mais precocemente possível, tendo em atenção à área afectada, fazendo frequentemente a sua limpeza e drenagem, podendo mesmo ser necessário colocar enxertos no local do debridamento. 